# Вељко Раденовић
Вељко Раденовић (Брежаник код Пећи, 17. мај 1955 — Крушевац, 29. септембар 2012) био је потпуковник Полиције Србије, командант Посебних јединица полиције у Призрену током рата на Косову и Метохији. Познат је по учешћу у операцији ослобођења Ораховца од терористичке Ослободилачке војске Косова у јулу 1998. године. У народу је постао познат као „Ђенерал”, иако је имао само чин потпуковника.

## Биографија
Вељко Раденовић је рођен 17. маја 1955. у селу Брежаник код Пећи. Његова породица води поријекло из црногорског села Метех код Плава, а у Метохију се доселила послије Другог свјетског рата. Милицијску школу је завршио у Сремској Каменици, а до 1992. био је начелник полицијске станице у селу Средска код Призрена. Имао висок углед у југословенској милицији. Од фебруара 1992. био је командант Специјалне јединице МУП СР Југославије, а учествовао је у рату у Босни и Херцеговини на рејону Вишеград—Фоча—Горажде. Почетком септембра 1995. пребачен је у Славонију и Барању на граници са Хрватском, гдје је остао до потписивања Дејтонског мировног споразума. Провео је 1996. три мјесеца у Београду, гдје је учествовао у сузбијању нереда. Међу колегама и подређенима, Раденовић је постапо познат по борбеном покличу „За мном, браћо!”.
Током сукоба на Косову и Метохији командовао је Посебном јединицом полиције у Призрену све до повлачења војске и полиције у јуну 1999. године. Прославио се као командант српских јединица које су од 17. до 20. јула 1998. учествовале у борбама за Ораховац, који је заузео ОВК: Албанци су напали Ораховац и сусједна села, заузели град и направили коридор између снага ОВК у Дреници и албанским пограничним областима. У нападу је убијено око 60 припадника ОВК, два полицајца и пет српских цивила; киднаповано је 100 људи (од тога је 35 ослобођена, 47 убијено и сахрањено у масовним гробницама, док се преосталих 18 води као нестало).
Албанци су неколико дана држали Ораховчане као таоце. Раденовићевим напорима град је ослобођен, а албански терористи су уништени. Његов одред се три дана пробијао кроз Ораховац преко села Зрзе и Беле Цркве, заобилазећи снаге ОВК на улазу у Ораховац, ушавши у град с друге стране и приморавајући терористе на повлачење. Вођство ОВК послије борби у Ораховцу је чак расписало награду за Раденовићеву смрт у износу од 500.000 њемачких марака. Поред тога, Раденовић је учествовао у операцијама ослобађања мјештана села Братотин и Ратковац који су били таоци 12. маја 1998. (евакуисано је више од 50 људи), као и у Маршу мира у децембру 1998, који се завршен у селу Драгобиље.
Колеге и цивили су Раденовића високо цијенили као команданта јединице и као човјека. Сам Раденовић је једном избјегао смрт након што је непознати снајпериста, гађајући га у главу, погодио капу. Потпуковник је рекао да је осјетио снажан ударац, као да је ударен металном цијеви у главу, а капу са рупом од метка је чувао код куће као талисман.
Раденовић је двадесет година патио од шећерне болести: у борби је увијек са собом носио залихе инсулина и чоколаде. У посљедњих седам година његовог живота, његово стање се значајно погоршало: због компликација, Раденовићу је ампутирана нога. Преминуо је 29. септембра 2012. године у Крушевцу. Сахрањен је на новом гробљу у Крушевцу, без икаквих државних почасти.

## Одликовања
- Сретењски орден првог реда (постхумно);[8]
- Орден за заслуге у области одбране и безбједности првог степена (постхумно).[9]

## Приватни живот
Његов син Вукашин припадник је српске жандармерије.

## Насљеђе
Музичар Гаврило Кујунџић из Ораховца, који је упознао Раденовића 1970-их, а такође и очевидац борбе за Ораховац и околна села 1998, посветио му је пјесму „Ђенерале, ђенерале”, захваљујући којој је потпуковнику Раденовићу додијељен надимак „Ђенерал”.
Споменик генералу Раденовићу аутора Томе Коматине из Краљева, откривен је 24. марта 2022. у Крушевцy.